# Stefan Dimitrov (aixecador)
Stefan Dimitrov (búlgar: Стефан Димитров)  (Travnik, 9 de desembre de 1957 - Alemanya, juny 2011) fou un aixecador de peses búlgar que va competir durant les dècades de 1970 i 1980.
El 1980 va prendre part en els Jocs Olímpics d'Estiu de Moscou, on va guanyar la medalla de plata en la categoria del pes ploma del programa d'halterofília.
En el seu palmarès també destaca una medalla de plata al Campionat del món d'halterofília de 1980, així com dues medalles al Campionat d'Europa d'halterofília, una d'or i una de bronze, el 1980 i 1978 respectivament.